# William Stukeley
William Stukeley, (7 novembre 1687 - 3 mars 1765) est un antiquaire anglais, pionnier de la recherche archéologique sur les sites mégalithiques de Stonehenge et Avebury. Il a également composé une biographie d'Isaac Newton.

## Biographie
Il a rédigé une Histoire numismatique de Carausius  (appelé en anglais The medallic history of Marcus Aurelius Valerius Carausius, Emperor in Brittain ou Catalogue of the gold and silver coins of Carausius). En 1754, fortement impressionné par la Grande muraille de Chine, il aurait émis l'hypothèse que celle-ci pourrait être visible de la Lune, sans jamais avoir pu la prouver

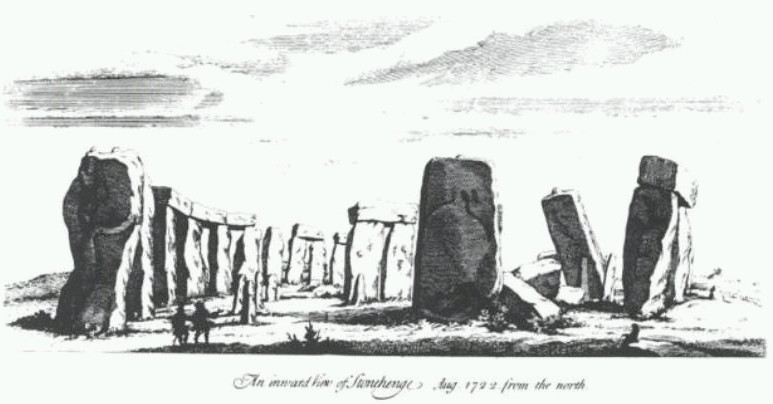
Stonehenge en 1722, gravure extraite du livre de William Stukeley, Stonehenge, A Temple Restor'd to the British Druids, 1740

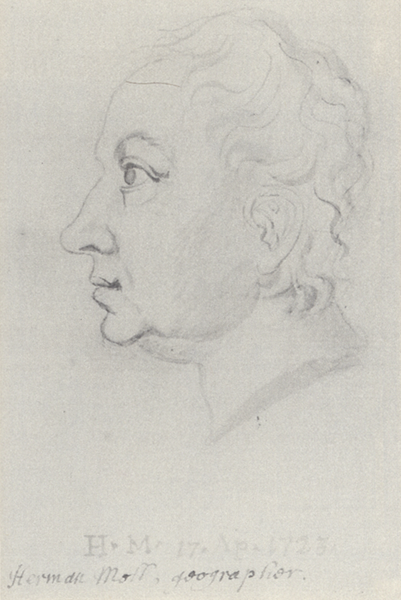
Portrait du cartographe Herman Moll par William Stukeley.